# Capella de Santa Monica (Roma)
La capella de Santa Mònica és una església de Roma, al barri del Borgo, a la plaça del Sant'Uffizio.
Està dedicada a santa Mònica., mare de sant Agustí.
Va ser construïda per Giuseppe Momo el 1941, i és la capella del Col·legi Internacional dels agustinians, prop de la seva cúria general.
Davant d'aquesta capella es troba l'antiga església de San Pietro in Borgo.

## El títol cardenalici
Santa Monica (llatí: Diaconia Sanctae Monicae) és una diaconia instituïda pel papa Francesc el 30 de setembre de 2023.

### Titulars
- Robert Francis Prevost, O.S.A., des del 30 de setembre de 2023[6][7]